# 贵州冬青
贵州冬青（学名：Ilex guizhouensis）是冬青科冬青属的植物，为中国的特有植物。分布在中国大陆的贵州等地，目前已由人工引种栽培。